# Hertog van Kintyre en Lorne
Hertog van Kintyre en Lorne (Engels: Duke of Kintyre and Lorne) is een Schotse adellijke titel. 
De titel hertog van Kintyre en Lorne werd gecreëerd in 1602 door Jacobus VI voor zijn pasgeboren zoon Robert Bruce. Daar dit kind reeds 25 dagen later overleed verviel de titel in hetzelfde jaar weer aan de kroon.

## Hertog van Kintyre en Lorne (1602)
- Robert Bruce Stuart (1602)